# Задорожний Григорій Кирилович
Задоро́жний Григо́рій Кири́лович (нар. 16 березня 1918 — пом. 5 січня 2006) — учасник Німецько-радянської війни, Герой Радянського Союзу.

## Біографія
Народився 16 березня 1918 року в селі Стара Іванівка Охтирського району Сумської області.
У 1938 році закінчив 7 класів Староіванківської середньої школи, після чого працював у колгоспі. 25 вересня 1938 року був призваний на строкову службу до Червоної Армії, служив у підрозділі зв'язку на Тихоокеанському флоті. Після демобілізації продовжував працювати в колгоспі на Сумщині.
З початком Німецько-радянської війни знову призваний до лав РСЧА. 3 листопада 1941 року брав участь в бойових діях, обіймаючи посаду командира відділення 208-ї окремої роти зв'язку 955-го стрілецького полку 309-ї стрілецької дивізії. Був нагороджений медаллю «За відвагу».
В ході битви за Київ в ніч з 23 вересня на 24 вересня 1943 року 955-й стрілецький полк вийшов до Дніпра у районі села Ведмедево Київської області. Підрозділи полку, в якому служив зв'язківець Задорожній, почали форсувати річку. Відділення сержанта Задорожного отримало завдання переправитися з передовим загоном полку через Дніпро, продовжити кабельну лінію і забезпечити зв'язок з частинами дивізії.
Біля правого берега передовий загін зустріли сильним кулеметним вогнем. Всі бійці відділення зв'язку загинули, а до берега дісталось лише півдесятка воїнів, в тому числі і Задорожний. Був тяжко поранений командир загону, і сержант Задорожний взяв командування загоном на себе.
Закріпитись на правому березі Дніпра (район хутора Монастирок біля Ржищева) і утримувати оборону, як це було наказано командуванням, не було з ким. Назбиравши близько 30 солдат та сержантів Задорожний зайняв оборону, втановив зв'язок з лівим берегом. Збірна команда Задорожного утримувала плацдарм три доби до підходу основних сил дивізії. Задорожний забезпечував безперебійний зв'язок, доки через Дніпро не перешли всі частини дивізії. Під час прориву оборони противника сержант Задорожний був важко поранений.
Указом Президії Верховної Ради СРСР від 10 січня 1944 року «за зразкове виконання бойових завдань командування на фронті боротьби з німецько-фашистськими загарбниками і проявлені при цьому мужність і героїзм» сержанту Задорожному Григорію Кириловичу присвоєно звання Героя Радянського Союзу з врученням ордена Леніна і медалі «Золота Зірка» (№ 3572). Нагороду герой отримав в Уфі, перебуваючи в шпиталі після наступного важкого поранення.
Демобілізувався Задорожний Г. К. у вересні 1945 року. Після демобілізації повернувся в рідне село Поділ. Працював на різних роботах в колгоспі, а потім його обрали головою Староіванівської сільради. Довгий час він чесно виконував довір'я сільської громади. Але в повоєнний час матеріальний стан сільського населення залежав від могутності колективних господарств, і тоді односельці обрали Григорія Кириловича головою колгоспу. Він і на трудовому фронті був завжди на передових позиціях і проявляв мужність і героїзм.
Помер 5 січня 2006 року на 87-му році життя.